# Dolores Franco Manera
Dolores Franco Manera (Madrid, 1912 – Ibid., 24 de diciembre de 1977) fue una profesora, escritora y traductora española.

## Trayectoria
Franco Manera nació en Madrid, fue la hija mayor de la familia, con siete hermanos varones y una hermana. Entre los varones, el director de cine Jesús Franco y el crítico musical Enrique Franco. Durante la Guerra civil española uno de sus hermanos murió y otro desapareció. Estudió filosofía en la Facultad de Filosofía y Letras de la Universidad Central. Fue compañera de estudios de Julián Marías, con el que se casó y tuvo cinco hijos: Julián, Miguel, Fernando, Javier y Álvaro.
Franco estudió durante la llamada Edad de Plata de la cultura española y tuvo por profesores, entre otros, a José Ortega y Gasset y a Dámaso Alonso. Finalizó sus estudios universitarios con premio extraordinario en la Facultad de Filosofía y Letras. Después trabajó como escritora, traductora y profesora, además de colaborar en algunas de las publicaciones y actividades formativas con Julián Marías.
En octubre de 1933 se organizó un curso informal en la Residencia de Señoritas, al año siguiente se repitió el curso y durante el curso 1935-36, María de Maeztu encargó a Julián Marías un curso de filosofía para las residentes. Franco Manera asistió a todos esos cursos tomando notas que servirían después como el primer borrador del libro Historia de la Filosofía publicado por Julián Marías en el año 1941.
Franco fue profesora en el colegio San Luis de los Franceses, de Madrid. También realizó actividades académicas en Soria en el Centro de Estudios Sorianos durante los veranos que pasó en Soria, y en Estados Unidos. De 1972 a 1977 organizó los Cursos de verano en Soria con alumnos de Europa, Estados Unidos y México.
Entre las obras de Franco que se pueden encontrar en la Biblioteca Nacional de España figura España como preocupación. La problemática y preocupación por España han sido temas sobre los que publicaron libros varios escritores desde la generación del 98 hasta la suya, entre ellos Pedro Laín Entralgo o María Zambrano. Realizó la traducción del libro De Córcega a Santa Elena de Napoleón Bonaparte.
Existe correspondencia entre Franco y su profesor José Ortega y Gasset. Las cartas se conservan en la Fundación José Ortega y Gasset y aún están sin publicar. La Fundación Ortega y Gasset tiene la sede de Madrid, en el edificio que fue construido y funcionó como Residencia de Señoritas, que dirigía María de Maeztu, en la época que Franco Manera estuvo como estudiante residente.  
Franco murió en 1977 de un cáncer de estómago.

### España como preocupación
La obra España como preocupación se publicó inicialmente en 1944 con el título La preocupación de España en la literatura, debido al conflicto que podía suponer en ese momento —tan cercano el fin de la Guerra civil española— asociar el título al apellido, Franco, de la autora. La primera edición de 1944 está prologada por Azorín.
En otras ediciones de la época democrática española se recuperó el título originario, caso de la publicada en 1998 con prólogo de Julián Marías, edición en la que se incluyen además tres artículos escritos por Franco entre 1950 y 1956 sobre el mismo tema, la preocupación o el dolor por España, tema iniciado por los escritores de la generación del 98 y continuado por otros autores.

## Obras seleccionadas
- 1941 De Córcega a Santa Elena, Traducción y prólogo de D. Franco. Ed. Pegaso, Madrid. 21x15. 307 pgs.
- 1944 España como preocupación (o La preocupación de España en la literatura).[5]